# Benthophilus spinosus
Benthophilus spinosus és una espècie de peix de la família dels gòbids i de l'ordre dels perciformes. Poden assolir fins a 3,4 cm de longitud total.
Es troba a la mar Càspia.